# Ruderclub Aegir
Ruderclub Aegir – jeden z pierwszych poznańskich klubów wioślarskich, powstały w 1896. W 1902 Aegir przystąpił do Posener Ruderverein „Germania”, który powstał z połączenia wszystkich klubów wioślarskich w Poznaniu, z wyjątkiem Ruderclub Neptun. 